# Население на Доминика
Населението на Доминика според преброяването през 2011 г. е 71 293 души.

## Данни
Общ брой:71 293 души (данни от 2011 г.)
Възрастова структура (приблизителни данни от 2018 г.):
- 0 – 14 години: 21,6% (мъже 8187; жени 7815)
- 15 – 64 години: 67% (мъже 25 385; жени 24 178)
- над 65 години: 11,4% (мъже 3814; жени 4648)

Естествен прираст на населението: 0% (данни от 2017 г.)
Раждаемост:18.27 родени/1000 души население
Смъртност:7.3 починали/1000 души население
Механичен прираст:-22.39 души/1000 население (данни от 2000 г.)
Съотношение на половете:
-при раждане: 1,05 мъже/жени
-под 15 години: 1,03 мъже/жени
-15-64 години: 1,05 мъже/жени
-над 65 години: 0,69 мъже/жени
-общо: 1,01 мъже/жени (данни от 2000 г.)
Детска смъртност:17.13 починали/1000 население (данни от 2000 г.)
Продължителност на живота:
общо: 73.35 години
мъже: 70.5 години
жени: 76,36 години (данни от 2000 г.)
Обща феритилност (среден брой деца родени от всяка жена):2.05 родени/жена (данни от 2000 г.)
Гражданство:Доминиканско
-Доминиканец
-Доминиканка
Религии:
-Католици:77%
-Протестанти:15%
-Нерелигиозни:2%
-Будисти:0,5%
-Други:6%
Езици:Английски(официален), Френски
Грамотност:
определение: над 15 години могат да четат и пишат
-общо: 94%
-мъже: 94%
-жени: 94% (данни от 1970 г.)